# Château Frontenac

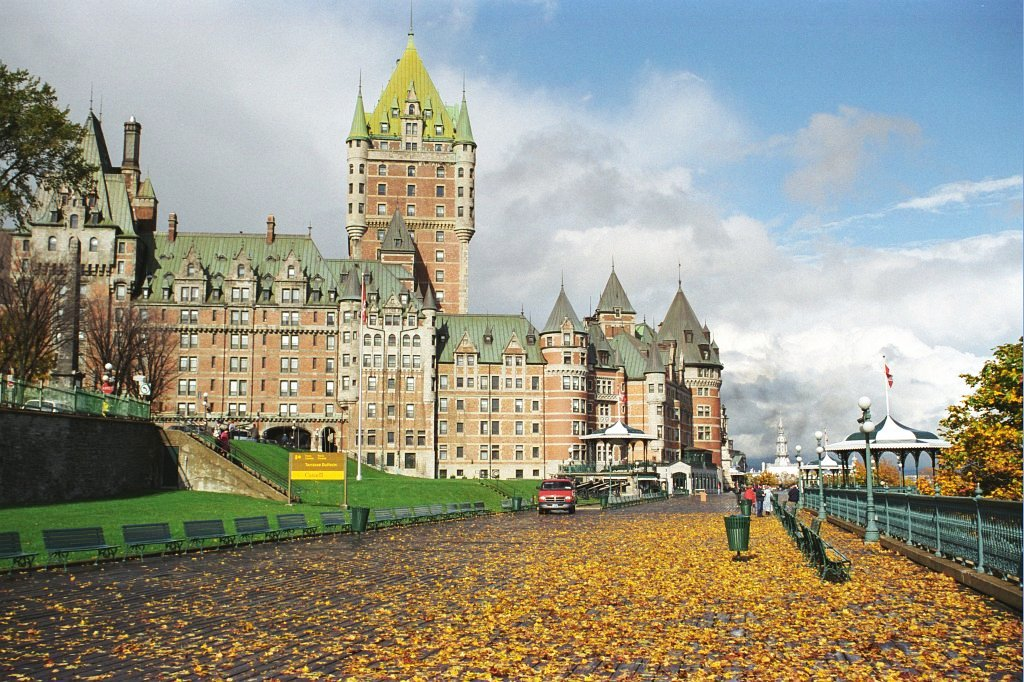
Château Frontenac in de herfst

Het Château Frontenac is een grand hotel en een van de bekendste bezienswaardigheden van Quebec in Canada. Dankzij de ligging op een hoge rots biedt het hotel een weids uitzicht op de stad en op de Saint Lawrencerivier.
Het hotel is een van de eerste hotels die door de Canadese spoorwegmaatschappij Canadian Pacific / Canadien Pacifique aan het eind van de 19e en begin van de 20e eeuw werd opgericht. Het ontwerp kwam van architect Bruce Price. Het hotel opende zijn deuren in 1893. De spoorwegmaatschappij probeerde door het oprichten van luxe hotels het spoorwegverkeer een stimulans te geven door rijke reizigers meer voorzieningen te geven. Qua bouwstijl is het gebouw vergelijkbaar met die van Château Lac Louise aan het Louisemeer in Alberta.
Château Frontenac dankt haar naam aan Louis de Buade, graaf van Frontenac, die tussen 1672 en 1682 en tussen 1689 en 1698 gouverneur was van Nieuw-Frankrijk. Het ligt op dezelfde plek als waar in het einde van de 17e eeuw de Citadelle de Québec werd gebouwd.
Het hotel was de plaats waar de Conferentie van Quebec in 1943 werd gehouden. Op deze conferentie bespraken Winston Churchill en Franklin Delano Roosevelt verschillende strategieën voor het verdere verloop van de Tweede Wereldoorlog.